# Друштво мртвих песника (представа)
Друштво мртвих песника је позоришна представа коју је режирао Предраг Стојменовић.
Премијерно приказивање било је 14. априла 2008. године у позоришту ДАДОВ. Представа је 199. премијера у ДАДОВ-у.

## Тема
Комад је рађен по америчком филму Питера Вира и сценарију Тома Шулмана из 1989. године који је награђен „Оскаром”.
Представа прати прича о одрастању, освајању слободе, младалачком бунту и креативности те сукобу са ригидним системом образовања и васпитања.

## Улоге
| Лица             | Глумци                  |
| ---------------- | ----------------------- |
| Џон Китинг       | Дејан Младеновић        |
| Нил Пери         | Милан Марић             |
| Тод Андерсон     | Филип Жарковић          |
| Нокс Оверстрит   | Александар Милосављевић |
| Чарли Далтон     | Немања Стаматовић       |
| Ричард Камеруб   | Немања Милуновић        |
| Стивен Микс      | Никола Драгутиновић     |
| Џерард Питс      | Стеван Шербеџија        |
| Крис Ноел        | Милица Гојковић         |
| Мекалистер Нолан | Никола Јаношевић        |
| Чет Дамбери      | Светислав Драгомировић  |
| Глумице/учеснице | Јована Слацки           |
| Глумице/учеснице | Бојана Станковић        |
| Глумице/учеснице | Ана Вукобратовић        |

## Галерија
- Фотографија са извођења представе
- Фотографија са извођења представе
- Фотографија са извођења представе
- Фотографија са извођења представе
- Фотографија са извођења представе
- Фотографија са извођења представе
- Фотографија са извођења представе
- Фотографија са извођења представе
- Фотографија са извођења представе
- Фотографија са извођења представе
- Фотографија са извођења представе
- Фотографија са извођења представе
- Фотографија са извођења представе
- Фотографија са извођења представе
- Фотографија са извођења представе
- Фотографија са извођења представе
- Фотографија са извођења представе
- Фотографија са извођења представе
- Фотографија са извођења представе
- Фотографија са извођења представе
- Фотографија са извођења представе
- Фотографија са извођења представе
- Фотографија са извођења представе
- Фотографија са извођења представе
- Фотографија са извођења представе
- Фотографија са извођења представе
- Фотографија са извођења представе
- Фотографија са извођења представе
- Фотографија са извођења представе